# Admontia pyrenaica
Admontia pyrenaica là một loài ruồi trong họ Tachinidae.